# Orígenes del desarrollo de la salud y la enfermedad
Los orígenes del desarrollo de la salud y la enfermedad (en inglés: Developmental origins of health and disease, DOHaD) son un enfoque de la investigación médica sobre los factores que pueden conducir al desarrollo de enfermedades humanas durante el desarrollo temprano de la vida. Estos factores incluyen el papel de la exposición prenatal y perinatal a factores ambientales, como la desnutrición, el estrés, las sustancias químicas ambientales, etc.   Este enfoque incluye un énfasis en las causas epigenéticas de las enfermedades crónicas no transmisibles en adultos.    Además de las enfermedades físicas humanas, la psicopatología del feto también puede predecirse mediante factores epigenéticos. 

## Origen
DOHaD ha evolucionado hasta su concepción moderna a partir de varios conceptos precursores. En el siglo XIX la idea de las “impresiones maternas” era popular. La impresión materna es la idea de que cualquier cosa que la madre haga antes de dar a luz podría afectar a su descendencia.  La comprensión moderna de DOHaD fue desarrollada por varios estudios de David Barker y sus colegas, que mostraron una fuerte relación entre las tasas de mortalidad infantil de 1921 a 1925 y las tasas de la enfermedad de las arterias coronarias de 1968 a 1978. Esto condujo a la hipótesis del origen fetal de las enfermedades de los adultos, que proponía que esta relación era causada por diferencias en la nutrición en los primeros años de vida, con una teoría de apoyo de que el peso al nacer está relacionado con el desarrollo de enfermedades crónicas. 
Durante la hambruna holandesa de 1944 las madres no pudieron recibir la nutrición adecuada necesaria para gestar un bebé de manera saludable. Los bebés que nacieron durante este período desarrollaron enfermedades (cardíacas, esquizofrenia y diabetes mellitus tipo 2) en niveles aumentados. Los investigadores pudieron determinar, décadas después de la hambruna, que los bebés nacidos durante la hambruna holandesa tenían un aumento en la metilación de algunos genes y una disminución en la metilación de otros en comparación con sus hermanos que no nacieron durante la hambruna. Los niveles de metilación explican por qué estos individuos estaban predispuestos a ciertas enfermedades. Los datos recopilados durante la hambruna holandesa y otros acontecimientos similares, como la de Leningrado, proporcionaron una fuente confiable de información a los científicos que estudiaban el DOHaD.   
Estos estudios a su vez condujeron a un mayor interés en los roles de la plasticidad del desarrollo y las exposiciones ambientales en los primeros años de vida en las enfermedades de los adultos. El Congreso Mundial sobre Orígenes Fetales de Enfermedades del Adulto celebró dos reuniones –una en 2001 y otra en 2003– en las que se resumieron las nuevas investigaciones en estas áreas. Este congreso evolucionó posteriormente hasta convertirse en la Sociedad Internacional para los Orígenes del Desarrollo de la Salud y la Enfermedad. 

## Estudio sobre el hambre en el invierno en Holanda
Entre 1944 y 1945, en las regiones occidentales de los Países Bajos y en Ámsterdam, estalló una hambruna debido a una huelga ferroviaria y al control alemán que limitaba los suministros. Los habitantes de estos países recibían calorías extremadamente limitadas (alrededor de 400-800 al día  ), lo que tenía un efecto extremo en las mujeres embarazadas y sus hijos. Los investigadores comenzaron a estudiar una cohorte de individuos de mediana edad cuyas madres habían estado embarazadas de ellos durante la hambruna. El estudio Dutch Hunger Winter proporcionó datos importantes para respaldar el DOHaD. Los resultados concluyeron que las mujeres con bajo consumo calórico y nutricional durante el embarazo tuvieron hijos con mayores tasas de obesidad en comparación con aquellas que no estuvieron expuestas a la hambruna.  Esto es concluyente con la teoría DOHaD. El estudio continúa investigando en qué puntos del desarrollo DOHaD se mantuvo fiel. Se cree que la exposición a la hambruna en los primeros períodos gestacionales tiene un mayor efecto sobre el feto, sin embargo, estas teorías aún están bajo investigación.

## Plasticidad del desarrollo

### Hipótesis del fenotipo ahorrativo
La hipótesis del fenotipo ahorrativo fue propuesta por C. Nicholas Hales y David Barker en un estudio publicado en 1992.  Sugiere que un crecimiento deficiente durante las etapas fetal e infantil puede provocar el desarrollo de diabetes tipo 2 más adelante en la vida. Hales y Barker sugirieron que este crecimiento deficiente se debía a la desnutrición materna que conduce a un bajo peso al nacer. Como se mencionó anteriormente, el bajo peso al nacer generalmente conlleva un mayor riesgo de obesidad que, si no se trata, puede derivar en diabetes tipo 2. 
El artículo sostiene que debido a la desnutrición materna, los bebés pueden tener menor peso al nacer. Dado que esto ocurre durante la etapa plástica del desarrollo, puede provocar que el feto esté "programado" para conservar energía y almacenar grasa, lo que conduce a un metabolismo más bajo. Si hay un excedente de comida durante la edad adulta, el cuerpo simplemente almacena esta abundancia en forma de más grasa. Esto puede conducir no sólo a la diabetes sino también a otras enfermedades metabólicas. 

### Respuestas de plasticidad
Hay dos tipos diferentes de respuestas de plasticidad cuando se trata del desarrollo humano. La primera es una respuesta adaptativa inmediata. Esta respuesta alterará el desarrollo que se necesita para sobrevivir si se han producido cambios en el medio ambiente.  Un ejemplo de este tipo de respuesta es cuando la falta de oxígeno provoca un cambio en el flujo sanguíneo que normalmente ayudaría con el gasto de tejidos menos críticos. La respuesta adaptativa predictiva (PAR) es el segundo tipo de respuesta de plasticidad. Los PAR son señales que ocurren en el desarrollo temprano de la vida y que hacen que el desarrollo del fenotipo cambie y que normalmente se adaptan a señales ambientales en etapas posteriores de la vida.  Esto puede ser beneficioso sólo cuando el entorno postnatal previsto y el real coinciden.

### Hipótesis del desajuste ambiental
Esto también se conoce como teoría del desajuste evolutivo. La desnutrición fetal seguida de un exceso de nutrición en los adultos es un ejemplo clave de desajustes ambientales. Esto es muy común entre las personas nacidas en sociedades empobrecidas. Para las mujeres embarazadas que viven en este tipo de circunstancias, los fetos que están en el útero tienen más probabilidades de sentir una condición baja en proteínas y alterar su desarrollo para sobrevivir. Por lo tanto, el feto predecirá que conseguir alimento será muy difícil, lo que entonces configurará su metabolismo hacia un "fenotipo ahorrativo".  Al hacer esto, utilizará cada caloría de la manera más eficiente para sobrevivir. Esta puede ser la misma causa de una sociedad con abundante comida disponible. El embrión desarrollará resistencia a la insulina y los niveles de enzimas convertirán los alimentos que no se utilizan en grasa, lo que más adelante en la vida puede conducir a obesidad y diabetes. En general, la hipótesis del desajuste ambiental constituye una ventaja para el desarrollo humano, pero no está exenta de algunas desventajas en etapas posteriores de la vida.

## Mecanismos
Las alteraciones epigenéticas de la expresión genética están estrechamente relacionadas con los orígenes del desarrollo de la hipótesis de la salud y la enfermedad. La metilación del ADN, las modificaciones de las histonas y los ARN no codificantes se alteran por el entorno en el útero y potencialmente continúan produciendo tasas más altas de enfermedades en la edad adulta más adelante en la vida. 

### Metilación del ADN
El proceso de metilación del ADN es la respuesta epigenética más estudiada en relación con los orígenes del desarrollo de la salud y la enfermedad. La metilación de las principales citosinas reguladoras cambia la hidrofobicidad del ADN y comienza a inhibir las interacciones con los factores de transcripción responsables de la expresión génica. Ciertos trastornos metabólicos, cáncer y trastornos neurodegenerativos pueden atribuirse a casos de metilación del ADN. 

### Modificación de histonas
Las modificaciones de las histonas son procesos importantes en la programación del desarrollo; hay estudios que muestran que el estrés materno y paterno puede inducir modificaciones de las mismas. Estas modificaciones de histonas alteran los fenotipos de los organismos y pueden ser el mecanismo detrás de la predisposición a algunos trastornos metabólicos.  Las dietas desequilibradas aumentan las expresiones de proteínas que interactúan con la tiorredoxina, lo que provoca que los blastocistos se formen incorrectamente debido a la metilación alterada de las histonas.  Se ha demostrado que las dietas ricas en grasas alteran la metilación y acetilación de las histonas y potencialmente conducen a cambios en la expresión genética en los tejidos adiposos, hepáticos y musculares esqueléticos fetales. 

### ARN no codificantes
Estudios recientes han demostrado la importancia de la capacidad del ARN no codificante para regular la diferenciación celular y el desarrollo de los organismos. Hay muchos tipos de ARN no codificante que están presentes y desempeñan un papel en la diferenciación de las células madre. Muchos de ellos son responsables de la diferenciación de células para el desarrollo del cerebro y los músculos humanos. También se ha implicado a estas moléculas de ARN en el desarrollo cardiovascular. Se ha demostrado que el ARN largo no codificante llamado lncRNA Fendrr es un importante regulador del desarrollo del corazón, modifica la cromatina y controla la señalización del desarrollo de los corazones de ratones modificados genéticamente.   Investigación ulterior es todavía necesaria para comprender completamente este mecanismo y su relación con DOHaD. 

## Ejemplos

### Enfermedad cardiovascular
En un estudio realizado por Barker, encontró una fuerte conexión entre los entornos prenatales pobres y el aumento de las posibilidades de enfermedades cardiovasculares en los adultos. Encontró una correlación directa entre la mortalidad infantil en 1921-1925 y las tasas de mortalidad en 1968-1978 debido a enfermedades cardíacas en Inglaterra. En zonas donde las madres embarazadas tenían que enfrentarse a malos estados nutricionales, sus recién nacidos corrían un alto riesgo de muerte. Si sobrevivieron las primeras etapas de la vida, desarrollaron un mayor riesgo de enfermedades cardiovasculares. 
Estudios en ratas señalaron que la restricción de nutrientes por parte de la madre provocó daños en el sistema renina-angiotensina cardíaco (que regula la presión y el volumen sanguíneo). Además, estos estudios han demostrado una disminución en el número de nefronas producidas por las crías de estas madres. Se ha descubierto que estas diferencias afectan a hombres y mujeres de manera diferente, al menos en las primeras etapas.  Se desconoce el mecanismo de acción exacto, pero se cree que es epigenético. 

### Enfermedades metabólicas
Un estudio realizado en la Universidad de California en Irvine analizó el impacto que tiene el estrés materno en el desarrollo fetal y la salud fetal en general. Los investigadores determinaron que el estrés de la madre y los resultados adversos del embarazo (APO) estaban relacionados con la duración de la gestación y el crecimiento del feto, además de tener impactos en los sistemas endocrino e inmunológico del feto. 
Las influencias de la vida temprana, tanto prenatal como postnatal, tienen efectos importantes en los niños más adelante en la vida. Se determinó que los bebés amamantados tienen riesgos significativamente menores de sufrir obesidad más adelante en la vida que los bebés alimentados con fórmula. 
La nutrición y el crecimiento durante los primeros años de vida pueden estar relacionados con el desarrollo de enfermedades en los seres humanos más adelante en sus vidas. Por ejemplo, un estudio realizado en Jamaica mostró que la presión arterial de los niños estaba asociada con los niveles de hemoglobina y grasa corporal de la madre durante el embarazo.  Otro ejemplo de esto se muestra en un artículo del New England Journal of Medicine que tuvo lugar durante la hambruna holandesa. Este estudio concluyó que quienes estaban en el útero en el momento de la hambruna tenían un mayor riesgo de sufrir obesidad, hipertensión y enfermedades cardíacas que quienes nacieron antes o después de la hambruna. 
Se utilizó una dieta materna rica en grasas para ayudar a investigar cómo las grasas saturadas causan un aumento de peso gestacional descontrolado y obesidad materna en la descendencia.  Cuando hay una alimentación rica en grasas durante el embarazo, hay efectos sobre el metabolismo y la composición corporal materna. Algunos de los efectos son resistencia a la insulina, aumento de lípidos circulantes, aumento de la adiposidad e hiperinsulinemia (insulina alta en sangre). Cuando se aumentó la ingesta de grasas se comenzó a ajustar el consumo de otros macronutrientes en la dieta, lo que redujo el consumo de carbohidratos y proteínas para igualar el aumento de ácidos grasos. Por otra parte, las personas que tienen obesidad y una dieta rica en grasas pueden desarrollar una enfermedad llamada dislipidemia. Puede provocar fibrosis hepática, que es la causa de aproximadamente el 45% de las muertes en el mundo. 
Durante la hambruna holandesa, los médicos descubrieron que la desnutrición durante el período de gestación estaba relacionada con una menor tolerancia a la glucosa y un aumento de las concentraciones de insulina entre los 50 y los 58 años. Se sabía que las concentraciones de glucosa e insulina a los 120 minutos eran más altas en las personas expuestas a la hambruna en cualquier etapa del desarrollo fetal que en las que no estuvieron expuestas.  El efecto podría explicarse debido a las menores tasas de natalidad de los bebés que nacieron durante la hambruna y al bajo aumento de peso de sus madres. Las personas que nacieron antes de la hambruna tuvieron un mayor aumento en la concentración de glucosa e insulina. Esto se debió a que experimentaron inanición durante la etapa temprana de su vida, lo que podría haber afectado su patrón de crecimiento postnatal.

### Trastorno del espectro autista
El trastorno del espectro autista (TEA) es una afección que generalmente se manifiesta durante los primeros tres años de vida de una persona. Es un trastorno del desarrollo que afecta la capacidad del cerebro para desarrollar las habilidades sociales y de comunicación típicas que son necesarias para la vida cotidiana. Las personas con TEA pueden experimentar dificultades con las interacciones sociales, la comunicación verbal y no verbal y comportamientos repetitivos o restringidos. El grado en que el TEA afecta a un individuo puede variar ampliamente: algunas personas experimentan síntomas leves mientras que otras pueden enfrentar desafíos más significativos.
La causa precisa del TEA aún se desconoce, pero se cree que una combinación de factores puede contribuir a su desarrollo. Las investigaciones sugieren que la genética puede desempeñar un papel, ya que el TEA puede transmitirse de familia. Además, ciertos medicamentos tomados durante el embarazo pueden aumentar el riesgo de que un niño desarrolle TEA. Aunque se han propuesto algunas teorías, aún no se han probado. Por ejemplo, algunos científicos creen que el daño a una región específica del cerebro, la amígdala, puede estar relacionado con el TEA, mientras que otros están examinando la posibilidad de que una infección viral pueda desencadenar el trastorno.
Ha habido cierta controversia sobre si las vacunas pueden causar TEA, pero numerosos estudios han demostrado que no hay evidencia de un vínculo entre las vacunas y el TEA. Importantes organizaciones médicas y gubernamentales también han confirmado este hallazgo. El aumento de los diagnósticos de TEA en los últimos años puede atribuirse a una mejor conciencia y a definiciones más completas del trastorno. El tratamiento para el TEA implica un programa altamente estructurado de actividades constructivas que se basan en los intereses del niño y diversas técnicas. Es importante evitar tratamientos no probados y buscar el asesoramiento de especialistas en TEA. 

### Esquizofrenia
Las hambrunas a gran escala ofrecen información sobre los efectos que tiene la desnutrición prenatal en los fetos en desarrollo. Un equipo dirigido por Mingqing Xu investigó esta posible conexión entre la desnutrición prenatal y la esquizofrenia analizando los registros médicos de personas nacidas entre 1960 y 1961 durante la Gran hambruna china. Este estudio encontró que había un riesgo dos veces mayor de que alguien que nació en una zona rural durante este período de hambruna desarrollara esquizofrenia más tarde que alguien que nació antes o después.  Sin embargo, nacer en un área urbana durante este período no se asoció con un mayor riesgo de esquizofrenia.   Esto se debe probablemente a factores que exacerbaron el impacto de la hambruna en las zonas rurales, como la adquisición de granos y la falta de almacenamiento de granos a gran escala. 
Se han obtenido resultados similares al estudiar los efectos de la hambruna holandesa de 1944 a 1945. Un estudio de Hoek comparó los niveles de esquizofrenia de aquellos nacidos entre el 15 de agosto y el 31 de diciembre de 1945 con los de aquellos nacidos después de que la hambruna había terminado. Este estudio encontró que aquellos nacidos durante ese período tenían entre dos y dos veces y media más probabilidades de tener esquizofrenia que aquellos nacidos después de que la hambruna había terminado. 
No se comprende del todo el mecanismo exacto que vincula la desnutrición con un mayor riesgo de padecer esquizofrenia más adelante en la vida. Las hambrunas pueden aumentar el riesgo de esquizofrenia porque privan al feto en desarrollo de micronutrientes clave. Algunos de los principales candidatos son el folato, los ácidos grasos esenciales, los retinoides, la vitamina D y el hierro.  De estos micronutrientes, el folato, el hierro y la vitamina D parecen ser los más prometedores.   El folato se destaca como un candidato clave, ya que la aparición de defectos del tubo neural se asoció con la esquizofrenia durante la hambruna holandesa.  La falta de folato podría causar la metilación del ADN, lo que puede afectar la expresión de genes cruciales para el desarrollo neurológico, y podría impedir la conversión de homocisteína en metionina, causando que la homocisteína se acumule y cause problemas en el cerebro en desarrollo.  Se ha propuesto al hierro como candidato principal, ya que los niveles bajos de hemoglobina, una molécula creada por el hierro, durante el desarrollo estaban altamente asociados con el desarrollo de esquizofrenia más adelante en la vida.  Esta conexión puede deberse a que el hierro tiene un papel clave en la creación y función de la transmisión de dopamina. 
Otra teoría menos aceptada que explica la conexión entre la hambruna y la esquizofrenia es la desnutrición proteico-calórica. La desnutrición proteico-calórica se ha asociado con un aumento en la liberación de dopamina y serotonina y disfunciones en el hipocampo, como una ramificación dendrítica reducida y un recuento celular más bajo, que también se encuentran en personas con esquizofrenia. 

### Estrés materno
El efecto que el estrés tiene en las mujeres embarazadas no sólo puede afectarlas a ellas, sino también a su hijo. Los estudios han demostrado una relación entre la salud mental infantil y los problemas de conducta relacionados con el estrés materno durante el embarazo. El estrés en el cuerpo conduce a un aumento de los niveles de cortisol. Por tanto, el estrés materno expone al feto a niveles elevados de cortisol. Estos niveles se han vinculado a problemas de regulación neurológica y conductual en el niño más adelante en la vida.  Por ejemplo, el rendimiento cognitivo a los 5 años de edad se vio afectado en los niños cuyas madres habían experimentado estrés por una tormenta de hielo catastrófica. Los investigadores descubrieron que la esquizofrenia era frecuente en los hijos cuyas madres soportaron la tormenta de hielo durante el embarazo. Se ha demostrado que el estrés prenatal aumenta la reactividad en los bebés.  Los bebés que nacieron con mucho estrés durante el embarazo son más difíciles de calmar que aquellos cuyas madres no experimentaron ningún estrés durante el embarazo. Estudios realizados en humanos y animales han demostrado que los bebés nacidos de embarazos estresados tienen una función inmunológica deficiente y son más propensos a contraer enfermedades infantiles y trastornos mentales. 
El 19 de agosto de 2020 se publicó un estudio en el Journal of Pediatrics que analizó cómo el reconocimiento y el estrés maternos pueden afectar la salud infantil después o durante el embarazo.  El estudio se realizó en mujeres de sectores de bajos ingresos y con sobrepeso que tenían 28 años de edad. Las mujeres tuvieron que calificar cómo se sintieron durante los desafíos que tuvieron que soportar. A los bebés nacidos durante este estudio se les tuvo que revisar sus registros médicos desde el primer año de vida. Hubo un aumento del 38 por ciento por tener enfermedades infecciosas. Se observó un aumento del 73 por ciento en el número de niños que no padecían enfermedades no infecciosas y un aumento del 53 por ciento en el número de niños que padecían otras enfermedades.  Parece que los efectos eran más probables más tarde en el embarazo, pero después de completar el estudio se dieron cuenta de que el estrés y la depresión en las madres no están asociados con un aumento de enfermedades entre los bebés. 